# Euclea neghellensis
Euclea neghellensis là một loài thực vật có hoa trong họ Thị. Loài này được Cufod. mô tả khoa học đầu tiên năm 1939.